# Halomitra pileus
Halomitra pileus is een rifkoralensoort uit de familie Fungiidae. De wetenschappelijke naam van de soort werd gepubliceerd in 1758 door Carl Linnaeus in de tiende editie van Systema naturae. 